# Iontha umbrina
Iontha umbrina är en fjärilsart som beskrevs av Doubleday 1842. Iontha umbrina ingår i släktet Iontha och familjen nattflyn. Inga underarter finns listade i Catalogue of Life.